# Кога, Такэси
Такэси Кога (яп. 古賀 武 Кога Такэси, род. 11 мая 1939) — японский дзюдоист, призёр чемпионата мира.

## Биография
Родился в Кокура (на территории современного Китакюсю) префектуры Фукуока; окончил университет Нихон. В 1959 году стал бронзовым призёром чемпионата Японии среди студентов; на чемпионате Японии среди студентов 1960 года завоевал серебряную медаль. В 1961 году стал бронзовым призёром чемпионата мира. В 1965 году стал бронзовым призёром чемпионата Японии.